# Arnetta atkinsoni
Arnetta atkinsoni là một loài bướm ngày thuộc họ Bướm nâu được tìm thấy ở châu Á. 

## Miêu tả
Upperside dark glossy olive-brown; cilia brownish-cinereous with a brown inner line và indistinct bars: forewing with a small yellow semi-diaphanous spot at end of the cell, three smaller contiguous spots
obliquely before the apex, và two contiguous spots obliquely on the disc. Underside speckled with ochreous-green: forewing marked as above; hindwing with a median discal curved series of eight small prominent white spots, và a spot at end of the cell.— E. Y. Watson

Found in Darjeeling. Wing expanse of 1.1 inches.